# Tommaso Brugnami
Tommaso Brugnami (Ascoli Piceno, 19 settembre 2006) è un ginnasta italiano, membro della Nazionale di Ginnastica Artistica Maschile dell'Italia, campione dei mondo giovanile di volteggio nel 2023.

## Biografia
È nato il 19 settembre 2006 ad Ascoli Piceno.

## Carriera
È tesserato per la Società Giovanile Ancona.

### 2022
A fine luglio Brugnami ha gareggiato al Festival Olimpico della Gioventù Europea insieme a Davide Oppizzio e Riccardo Villa; hanno vinto l'oro come squadra. Individualmente Brugnami vinse il bronzo al volteggio. In agosto Brugnami ha gareggiato agli Europei dove ha aiutato l'Italia a vincere l'oro a squadre. Individualmente ha vinto il bronzo negli esercizi a terra.

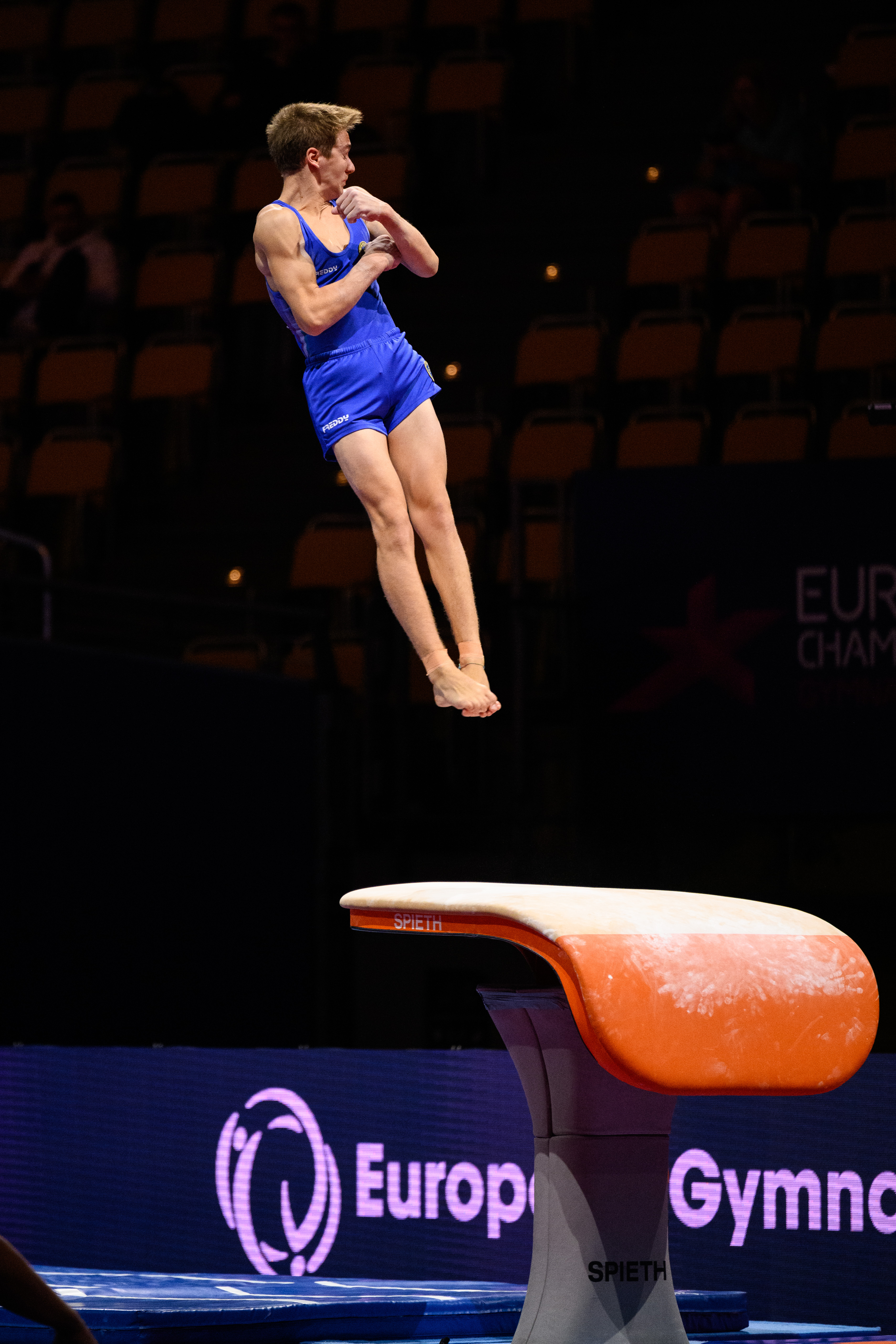
Tommaso Brugnami al volteggio ai campionati europei di Monaco di Baviera 2022

### 2023
A fine marzo Brugnami ha gareggiato al secondo Campionato del Mondo Juniores. Nel primo giorno di gara ha aiutato l'Italia a vincere la medaglia di bronzo dietro Giappone e Cina. Nella finale generale Brugnami si è piazzato 13°. Durante le finali dell'evento ha vinto l'oro al volteggio e il bronzo al corpo libero.
A luglio Brugnami ha gareggiato al Festival Olimpico della Gioventù Europea insieme a Diego Vazzola e Manuel Berettera. Insieme hanno vinto l'argento come squadra dietro la Gran Bretagna. Individualmente Brugnami vinse l'oro nella classifica generale. Nella gara a coppie miste Brugnami ha fatto coppia con Sara Caputo; hanno vinto l'oro davanti alla squadra tedesca di Mert Öztürk e Helen Kevric. Durante le finali degli eventi individuali, Brugnami ha vinto l'oro negli esercizi al corpo libero e nel volteggio e ha vinto l'argento agli anelli.

## Palmarès
- Mondiali

Antalya 2023: bronzo nel concorso a squadre, oro nel volteggio e bronzo nel corpo libero;
- Europei

Monaco 2022: oro nel concorso a squadre, bronzo nel corpo libero;
Rimini 2024: argento nel concorso a squadre, oro nel corpo libero, negli anelli, argento nell'all-around e nel volteggio;
- Festival olimpico della gioventù europea

Banska Bystrica 2022: oro nel concorso a squadre e bronzo nel volteggio;
Maribor 2023: argento nel concorso a squadre, oro nel concorso a squadre misto, oro nell'all-around, volteggio, corpo libero e argento negli anelli;